# Іст-Гантс
Іст-Гантс (англ. East Hants) — муніципальний район в Канаді, у провінції Нова Шотландія, у складі графства Гантс.

## Населення
За даними перепису 2016 року, муніципальний район нараховував 22453 особи, показавши зростання на 1,5%, порівняно з 2011-м роком. Середня густина населення становила 12,6 осіб/км².
З офіційних мов обидвома одночасно володіли 1 480 жителів, тільки англійською — 20 895, а 65 — жодною з них. Усього 655 осіб вважали рідною мовою не одну з офіційних, з них 15 — одну з корінних мов, а 5 — українську.
Працездатне населення становило 66,3% усього населення, рівень безробіття — 7,7% (9,6% серед чоловіків та 5,6% серед жінок). 90,5% осіб були найманими працівниками, а 8,7% — самозайнятими.
Середній дохід на особу становив $42 745 (медіана $35 658), при цьому для чоловіків — $52 899, а для жінок $32 824 (медіани — $45 792 та $27 445 відповідно).
26,7% мешканців мали закінчену шкільну освіту, не мали закінченої шкільної освіти — 21,2%, 52,1% мали післяшкільну освіту, з яких 24,9% мали диплом бакалавра, або вищий, 20 осіб мали вчений ступінь.
| Статево-вікова структура населення | Статево-вікова структура населення | Статево-вікова структура населення | Статево-вікова структура населення | Статево-вікова структура населення |
| ---------------------------------- | ---------------------------------- | ---------------------------------- | ---------------------------------- | ---------------------------------- |
|                                    |                                    |                                    |                                    |                                    |
| Всього                             | Всього                             | 49,7%50,3%                         |                                    |                                    |
| 0 — 14 років                       | 0 — 14 років                       |                                    | 17,5%                              | 17,5%                              |
| 15 — 64 років                      | 15 — 64 років                      |                                    | 67,1%                              | 67,1%                              |
| 65 і більше                        | 65 і більше                        |                                    | 15,4%                              | 15,4%                              |
| 85 і більше                        | 85 і більше                        |                                    | 1,2%                               | 1,2%                               |
| 100 і більше                       | 100 і більше                       |                                    | 0%                                 | 0%                                 |
| Середній вік (років)               | Середній вік (років)               | 40,541,7                           | 41,1                               | 41,1                               |
| Медіана (років)                    | Медіана (років)                    | 43,044,0                           | 43,6                               | 43,6                               |
| — чоловіки — жінки                 |                                    |                                    |                                    |                                    |

| Походження мешканців:     | Походження мешканців:     | Походження мешканців: | Походження мешканців: | Походження мешканців: |
| ------------------------- | ------------------------- | --------------------- | --------------------- | --------------------- |
| Походження                |                           |                       | осіб                  | %                     |
| Корінні американці        | Корінні американці        |                       | 1 270                 | 5.67%                 |
| Інше північноамериканське | Інше північноамериканське |                       | 11 520                | 51.41%                |
| Європейське               | Європейське               |                       | 15 330                | 68.41%                |
| британське                | британське                |                       | 12 910                | 57.61%                |
| французьке                | французьке                |                       | 2 840                 | 12.67%                |
| українське                | українське                |                       | 215                   | 0.96%                 |
| Латинськоамериканське     | Латинськоамериканське     |                       | 100                   | 0.45%                 |
| Карибське                 | Карибське                 |                       | 75                    | 0.33%                 |
| Африканське               | Африканське               |                       | 130                   | 0.58%                 |
| Азійське                  | Азійське                  |                       | 300                   | 1.34%                 |
| Океанійське               | Океанійське               |                       | 15                    | 0.07%                 |

| Зайнятість населення за галузями (за класифікацією NOC): | Зайнятість населення за галузями (за класифікацією NOC): | Зайнятість населення за галузями (за класифікацією NOC): | Зайнятість населення за галузями (за класифікацією NOC): | Зайнятість населення за галузями (за класифікацією NOC): |
| -------------------------------------------------------- | -------------------------------------------------------- | -------------------------------------------------------- | -------------------------------------------------------- | -------------------------------------------------------- |
|                                                          |                                                          |                                                          |                                                          |                                                          |
| Управління                                               | Управління                                               |                                                          | 9,6%                                                     | 9,6%                                                     |
| Бізнес, фінанси та адміністрування                       | Бізнес, фінанси та адміністрування                       |                                                          | 14,3%                                                    | 14,3%                                                    |
| Природничі та прикладні науки                            | Природничі та прикладні науки                            |                                                          | 6,7%                                                     | 6,7%                                                     |
| Охорона здоров'я                                         | Охорона здоров'я                                         |                                                          | 6,2%                                                     | 6,2%                                                     |
| Освіта, правозахист, муніципальні та урядові служби      | Освіта, правозахист, муніципальні та урядові служби      |                                                          | 10,5%                                                    | 10,5%                                                    |
| Мистецтво, культура, відпочинок та спорт                 | Мистецтво, культура, відпочинок та спорт                 |                                                          | 1,8%                                                     | 1,8%                                                     |
| Роздрібна торгівля та послуги                            | Роздрібна торгівля та послуги                            |                                                          | 21,6%                                                    | 21,6%                                                    |
| Гуртова торгівля, транспорт та обладнання                | Гуртова торгівля, транспорт та обладнання                |                                                          | 23,1%                                                    | 23,1%                                                    |
| Природні ресурси, сільське господарство                  | Природні ресурси, сільське господарство                  |                                                          | 2,9%                                                     | 2,9%                                                     |
| Виробництво                                              | Виробництво                                              |                                                          | 3,2%                                                     | 3,2%                                                     |

## Клімат
Середня річна температура становить 5,9°C, середня максимальна – 22,2°C, а середня мінімальна – -12,1°C. Середня річна кількість опадів – 1 389 мм.
| Клімат поселення                              | Клімат поселення | Клімат поселення | Клімат поселення | Клімат поселення | Клімат поселення | Клімат поселення | Клімат поселення | Клімат поселення | Клімат поселення | Клімат поселення | Клімат поселення | Клімат поселення | Клімат поселення |
| Показник                                      | Січ.             | Лют.             | Бер.             | Квіт.            | Трав.            | Черв.            | Лип.             | Серп.            | Вер.             | Жовт.            | Лист.            | Груд.            |                  |
| Середній максимум, °C                         | −0,91            | −0,64            | 3,69             | 9,10             | 15,16            | 20,09            | 22,22            | 21,88            | 17,58            | 11,95            | 6,90             | 0,80             |                  |
| Середня температура, °C                       | −6,51            | −6,24            | −1,92            | 3,49             | 9,54             | 14,49            | 18,24            | 17,92            | 13,59            | 7,98             | 2,92             | −3,18            |                  |
| Середній мінімум, °C                          | −12,12           | −11,85           | −7,52            | −2,12            | 3,94             | 8,88             | 14,25            | 13,93            | 9,62             | 3,99             | −1,06            | −7,16            |                  |
| Норма опадів, мм                              | 139              | 113              | 122              | 113              | 107              | 96               | 91               | 93               | 104              | 121              | 146              | 144              |                  |
| Середньомісячна швидкість вітру, м/с          | 4.46             | 4.48             | 4.53             | 4.31             | 3.82             | 3.40             | 3.12             | 3.00             | 3.34             | 3.87             | 4.17             | 4.54             |                  |
| Середньомісячна сонячна радіація, кДж/м²·день | 5025             | 8201             | 12036            | 14936            | 17990            | 20356            | 20060            | 17833            | 13615            | 8698             | 5051             | 3854             |                  |
| --------------------------------------------- | ---------------- | ---------------- | ---------------- | ---------------- | ---------------- | ---------------- | ---------------- | ---------------- | ---------------- | ---------------- | ---------------- | ---------------- | ---------------- |
| Джерело:                                      |                  |                  |                  |                  |                  |                  |                  |                  |                  |                  |                  |                  |                  |